# Gobius bontii
Gobius bontii är en fiskart som beskrevs av Bleeker, 1849. Gobius bontii ingår i släktet Gobius och familjen smörbultsfiskar. Inga underarter finns listade i Catalogue of Life.